# エドゥアルド・ヌニェス (ボクサー)
エドゥアルド・ヌニェス（Eduardo Nunez、1997年7月25日 - ）は、メキシコ合衆国のプロボクサー。シナロア州ロス・モチス出身。現IBF世界スーパーフェザー級王者。

## 来歴
2015年9月26日、プエルト・ペニャスコでプロデビュー戦を行い、初回KO勝ち。
2018年9月1日、シウダ・オブレゴンでホセ・ベガ・オチョアとWBC世界ユース・シルバーフェザー級王座決定戦を行い、初回1分24秒KO勝ちを収めユース・シルバー王座を獲得した。
2024年2月16日、ドゥシャンベで行われたIBAプロ公式戦として元IBF世界スーパーフェザー級王者およびIBF世界スーパーフェザー級3位のシャフカッツ・ラヒモフとIBF世界スーパーフェザー級挑戦者決定戦を行い、11回16秒TKO勝ちを収めジョー・コルディナへの挑戦権を獲得した。
2025年2月3日、IBFはIBF世界スーパーフェザー級1位のヌニェスと同級3位の力石政法に対してIBF世界スーパーフェザー級王者アンソニー・カカーチェの王座返上に伴うIBF世界スーパーフェザー級王座決定戦を指令した。交渉期間は同年3月2日までで、合意に至らなかった場合は入札となる。米ボクシング専門メディアのボクシングシーンによると、カカーチェが王座を返上した同年1月31日に対戦指令が出されたという。
2025年5月28日、日本のリングに初登場。横浜BUNTAIで同地初となるプロボクシング興行の武居由樹対ユッタポン・トンデイのセミファイナルとしてIBF世界スーパーフェザー級3位の力石政法とIBF世界同級王座決定戦を行い、12回3-0の判定勝ちを収め全勝でのKO勝利は27勝で途切れたものの王座獲得に成功した。この試合はLeminoのほか、海外ではヌニェス対力石の試合のみがヌニェスとプロモート契約を結んでいるマッチルームボクシングの試合を配信しているDAZNで配信された。
2025年9月6日、地元ロスモチスのC.U.M.ロスモチスでIBF世界スーパーフェザー級15位のクリストファー・ディアスとIBF世界同級タイトルマッチを行う予定。

## 戦績
- プロボクシング：29戦 28勝 (27KO) 1敗

| 戦           | 日付           | 勝敗 | 時間     | 内容    | 対戦相手                               | 国籍           | 備考                                           |
| ------------ | -------------- | ---- | -------- | ------- | -------------------------------------- | -------------- | ---------------------------------------------- |
| 1            | 2015年9月26日  | ☆    | 1R 1:24  | KO      | ブライアン・サンティリャネス・カマチョ | メキシコ       | プロデビュー戦                                 |
| 2            | 2016年7月2日   | ☆    | 3R 1:12  | KO      | マルコ・バルガス                       | メキシコ       |                                                |
| 3            | 2016年10月14日 | ☆    | 2R 1:59  | KO      | ファン・カルロス・フローレス・トーレス | メキシコ       |                                                |
| 4            | 2017年1月21日  | ☆    | 3R 2:25  | KO      | ヘスス・アルカラス                     | メキシコ       |                                                |
| 5            | 2017年4月1日   | ☆    | 5R 2:24  | KO      | ファン・ベルトラン・ドミンゲス         | メキシコ       |                                                |
| 6            | 2017年4月29日  | ☆    | 2R 2:26  | KO      | ジョバニ・アルメンタ・インズンザ       | メキシコ       |                                                |
| 7            | 2017年6月16日  | ☆    | 5R 3:00  | TKO     | アーロン・アギラール                   | メキシコ       |                                                |
| 8            | 2017年9月8日   | ☆    | 1R 2:15  | KO      | マリオ・サンチェス・メンデス           | メキシコ       |                                                |
| 9            | 2017年10月20日 | ☆    | 4R 2:21  | KO      | ヘスス・ロペス・ペレス                 | メキシコ       |                                                |
| 10           | 2018年3月2日   | ☆    | 3R 2:15  | TKO     | ビクトリアーノ・ヌニェス               | メキシコ       |                                                |
| 11           | 2018年6月29日  | ★    | 6R       | 判定0-3 | ヒラム・ガラルド                       | メキシコ       |                                                |
| 12           | 2018年8月15日  | ☆    | 2R 2:44  | KO      | ヘスス・ヴァレ・アルメンタ             | メキシコ       |                                                |
| 13           | 2018年9月1日   | ☆    | 1R 1:24  | KO      | ホセ・ベガ・オチョア                   | メキシコ       | WBCユース・世界シルバーフェザー級王座決定戦    |
| 14           | 2018年10月13日 | ☆    | 2R 0:55  | KO      | アダルベルト・ガルシア・コバルビス     | メキシコ       |                                                |
| 15           | 2018年12月8日  | ☆    | 2R 0:43  | TKO     | エベラルド・セバジョス・アルベライス   | メキシコ       |                                                |
| 16           | 2019年4月12日  | ☆    | 2R 1:59  | KO      | セシリオ・サントス                     | メキシコ       |                                                |
| 17           | 2019年6月7日   | ☆    | 3R 2:34  | TKO     | ファン・ヒメネス                       | メキシコ       |                                                |
| 18           | 2019年7月10日  | ☆    | 8R 1:10  | KO      | ヘスス・アレバロ                       | メキシコ       |                                                |
| 19           | 2019年9月20日  | ☆    | 1R 2:33  | TKO     | ラファエル・エルナンデス               | メキシコ       |                                                |
| 20           | 2019年11月23日 | ☆    | 2R 2:33  | KO      | ジョシュ・ベラザ                       | メキシコ       |                                                |
| 21           | 2019年12月14日 | ☆    | 6R 1:50  | TKO     | ガーソン・エスコバー・ロメロ           | メキシコ       |                                                |
| 22           | 2021年2月27日  | ☆    | 5R 2:55  | KO      | ギレルモ・アビラ                       | メキシコ       |                                                |
| 23           | 2021年10月15日 | ☆    | 5R 2:55  | TKO     | オスバルド・マルドナルド               | メキシコ       |                                                |
| 24           | 2022年4月1日   | ☆    | 10R 2:21 | TKO     | エイドリアン・パチェコ・ペレス         | メキシコ       |                                                |
| 25           | 2022年9月30日  | ☆    | 10R 2:21 | TKO     | ウィリアム・カノー・ジュニア           | ベネズエラ     |                                                |
| 26           | 2023年3月4日   | ☆    | 2R 2:14  | KO      | ヘスス・マーティン・セイカ             | メキシコ       |                                                |
| 27           | 2024年4月1日   | ☆    | 2R 0:38  | KO      | オスカー・エスカンドン                 | コロンビア     |                                                |
| 28           | 2024年8月31日  | ☆    | 6R 3:00  | TKO     | ミゲル・マリアガ                       | コロンビア     |                                                |
| 29           | 2025年5月28日  | ☆    | 12R      | 判定3-0 | 力石政法（大橋）                       | 日本           | IBF世界スーパーフェザー級王座決定戦            |
| 30           | 2025年9月6日   | -    | -        | -       | クリストファー・ディアス               | アメリカ合衆国 | IBF世界スーパーフェザー級タイトルマッチ 試合前 |
| テンプレート |                |      |          |         |                                        |                |                                                |

### IBAプロ
| 戦           | 日付          | 勝敗 | 時間     | 内容 | 対戦相手               | 国籍         | 備考                                  |
| ------------ | ------------- | ---- | -------- | ---- | ---------------------- | ------------ | ------------------------------------- |
| 1            | 2024年2月16日 | ☆    | 11R 0:16 | TKO  | シャフカッツ・ラヒモフ | タジキスタン | IBF世界スーパーフェザー級挑戦者決定戦 |
| テンプレート |               |      |          |      |                        |              |                                       |

## 獲得タイトル
- WBCユース・世界フェザー級シルバー王座
- IBF世界スーパーフェザー級王座（防衛0）